# Bell X-22
Dimensions
Le X-22 est un avion à décollage et atterrissage verticaux expérimental américain, doté de 4 rotors basculants carénés développé par la firme Bell Aircraft Corporation dans les années 1960. L'appareil peut décoller à la verticale lorsque ses rotors sont placés à 90° ou après une courte phase de roulage les rotors étant dans ce cas placés à un angle de 45°. Un des buts du programme est de définir les capacités tactiques d'un avion de transport à rotors basculants. Une exigence du programme est que l'appareil puisse atteindre une vitesse de 525 km/h. Lors du développement les ingénieurs utilisent les données recueillies dans le cadre du programme X-18 qui a déjà défriché les problèmes techniques inhérents à cette formule.

## Conception
En 1962, l'US Navy lance un appel d'offres pour un avion ADAC/ADAV équipé de 4 rotors basculants carénés. Bell Aircraft Corporation, qui a déjà acquis une certaine expérience dans le développement de ce type d'appareil, présente un de ses projets développés sur fonds propre : le Model D2127. En 1964 la Navy commande deux prototypes de l'appareil qu'elle renomme X-22.
L'avion est équipé d'ailes en tandem, d'hélices tripales carénées et synchronisées de 2,13 m de diamètre entrainées par quatre turbomoteurs General Electric YT58-GE-8D montés deux à deux en emplanture de la voilure arrière. Le contrôle est assuré par la variation de l'angle d'incidence des pâles ainsi que par des gouvernes (ailerons et élevons placés dans le souffle des hélices.

## Historique du programme

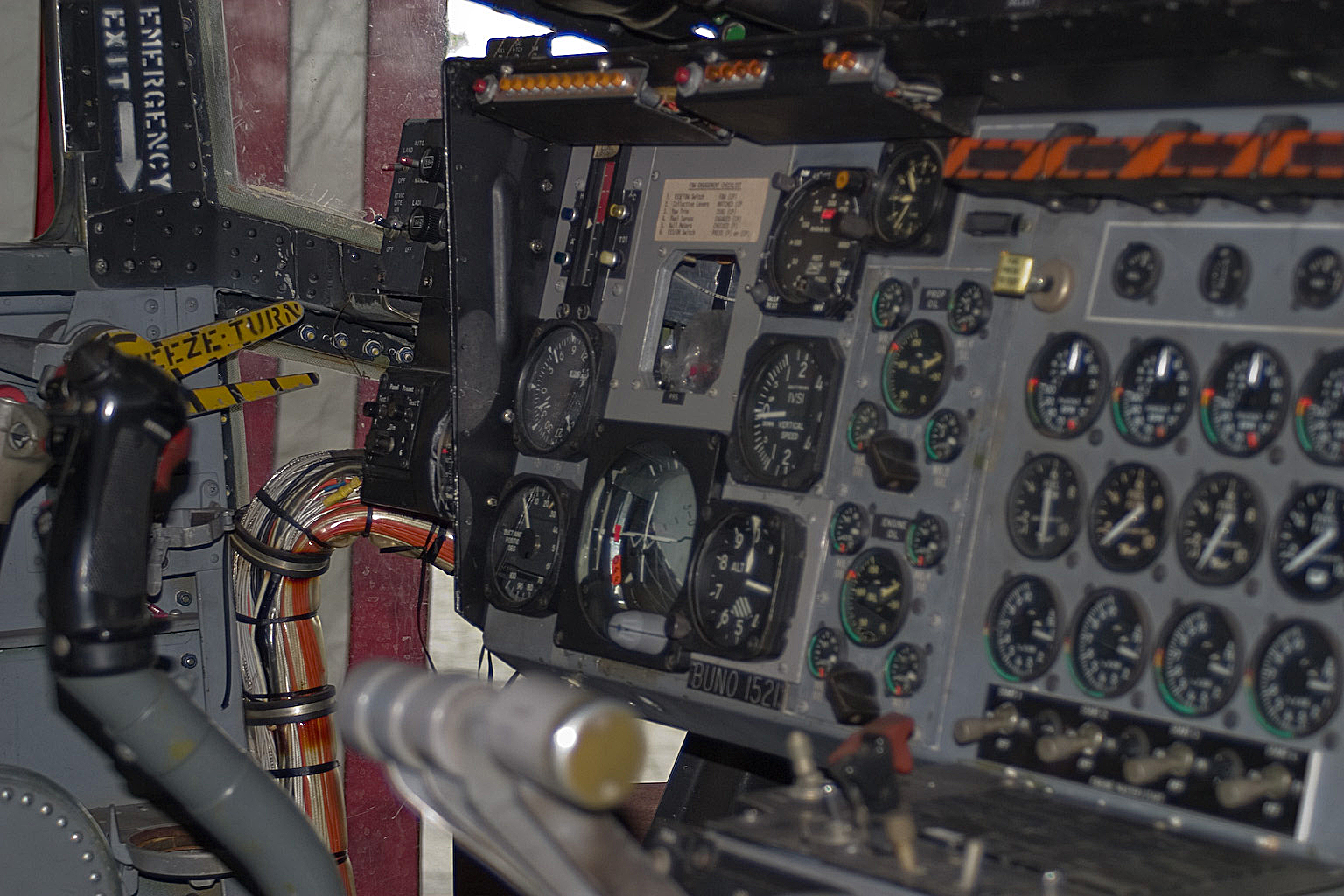
Vue de la cabine d'un X-22

L'appareil effectue son premier vol le 17 mars 1966 suivi quasi immédiatement par des transitions du vol stationnaire au vol horizontal. Le bon comportement en vol de l'appareil permet aux ingénieurs de se focaliser rapidement sur les caractéristiques particulières des rotors basculants.
Le 8 août 1966 le premier prototype s'écrase à la suite de la rupture d'un mécanisme servant au contrôle du pas d'une des hélices. Selon Stanley Kakol, un des pilotes d'essai du programme, cet élément est le seul de la chaîne de contrôle à ne pas être redondant. Les techniciens prélèvent des pièces sur la carcasse de l'appareil afin de permettre au second prototype de prendre enfin l'air, tandis que le fuselage est utilisé pendant quelque temps comme simulateur de vol.
Le second prototype prend l'air le 26 août 1967 et est ensuite équipé d'un système de commande de vol et de stabilisation amélioré développé par le laboratoire aéronautique de Cornell. Bien que le X-22 soit considéré à l'époque comme le meilleur appareil à rotors basculants jamais développé le programme est abandonné. Le X-22 est ensuite cédé au laboratoire aéronautique de Cornell où il continue à servir d'appareil de recherche jusqu'en 1988. Bien que la formule de rotors carénés ait fait ses preuves lors des essais en vol du X-22, cette formule n'est pas reprise sur les modèles suivants.

## Postérité
Le second prototype est exposé au Niagara Aerospace Museum dans l'État de New York.

### Appareils similaires
- Hiller X-18
- Bell XV-15 (en)
- Boeing-Bell V-22 Osprey
- Bell/Agusta BA609